# مهندیک ملیکیان
مهندیک آرتاشسی ملیکیان (ارمنی: Մեհենդակ Արտաշեսի Մելիքյան؛  زادهٔ ۲۴ دسامبر ۱۹۱۹ - درگذشته ۱۲ مهٔ ۱۹۹۳) یک فیلسوف و استاد اهل ارمنستان بود.

## زندگی‌نامه
در ۲۴ دسامبر ۱۹۱۹ در آلکساندراپول به دنیا آمد و از دانشگاه دولتی ایروان فارغ‌التحصیل شد. وی در دانشگاه دولتی ایروان فعالیت می‌کرد.  وی همچنین برنده دانشمند شایسته ارمنستان شوروی (۱۹۸۱) و نشان ستاره سرخ شده است. وی در ۱۲ مهٔ ۱۹۹۳ در سن ۷۳ سالگی در ایروان درگذشت.

## یادداشت
1. ↑  փիլիսոփայական գիտությունների դոկտոր